# 暗淡小鱸
暗淡小鱸為輻鰭魚綱鱸形目鱸亞目河鱸科的其中一種，分布於美國密西西比河、Black Warrior河至Guadalupe河流域，體長可達13公分，棲息在礫石底質、流速快的溪流，屬肉食性，以水生昆蟲為食。